# Куаутемок
Куа́уте́мок (науатль Cuāuhtémōc, «Пикирующий Орёл», между 1495 и 1502—1525) — ацтекский правитель. В старой русской литературе именовался также Гватемотсин или Гвамазин (от Cuāuhtémōctzīn, «Господин Пикирующий Орёл»). Последний тлатоани государства ацтеков из династии Акамапичтли, двоюродный брат Монтесумы II, был женат на его дочери Течуишпо. Стал правителем в результате «Ночи печали».

## Обстоятельства жизни
О ранней его биографии сведений почти нет. Занял пост правителя после кончины Куитлауака от оспы в конце 1520 года, завезённой испанцами. Начал подготовку к обороне Теночтитлана, однако после 80 дней боёв, 13 августа 1521 года город пал под ударами армии Кортеса и около 150 тысяч его индейских союзников. Куаутемок был пленён в тот же день оруженосцами Гонсало де Сандоваля и, представ перед Кортесом, потребовал умертвить его. Эту историю описал сам Кортес в третьем отчёте Карлу V. Версии, приводимые Гомарой и Берналем Диасом, сильно отличаются друг от друга в деталях.
Кортес первое время обращался с Куаутемоком как с равным, будучи заинтересован в нём как в источнике легитимности собственной власти. Достаточно велики заслуги Куаутемока в строительстве нового города — Мехико. Однако к 1524 году всё изменилось, к этому времени относится эпизод с пыткой Куаутемока, которого Кортес хотел заставить выдать золото Монтесумы, бесследно исчезнувшее в «Ночь печали». О мотивах этого поступка писал только Берналь Диас. У Гомары содержится следующая история: когда Куаутемок находился на пыточном станке, один из приближённых стал упрашивать его сдаться и просить испанцев о снисхождении. Куаутемок насмешливо ответил, что наслаждается, как если бы лежал в ванне. Романтики XVIII века переделали сюжет, и фраза Куаутемока превратилась в: «А разве я возлежу на розах?».

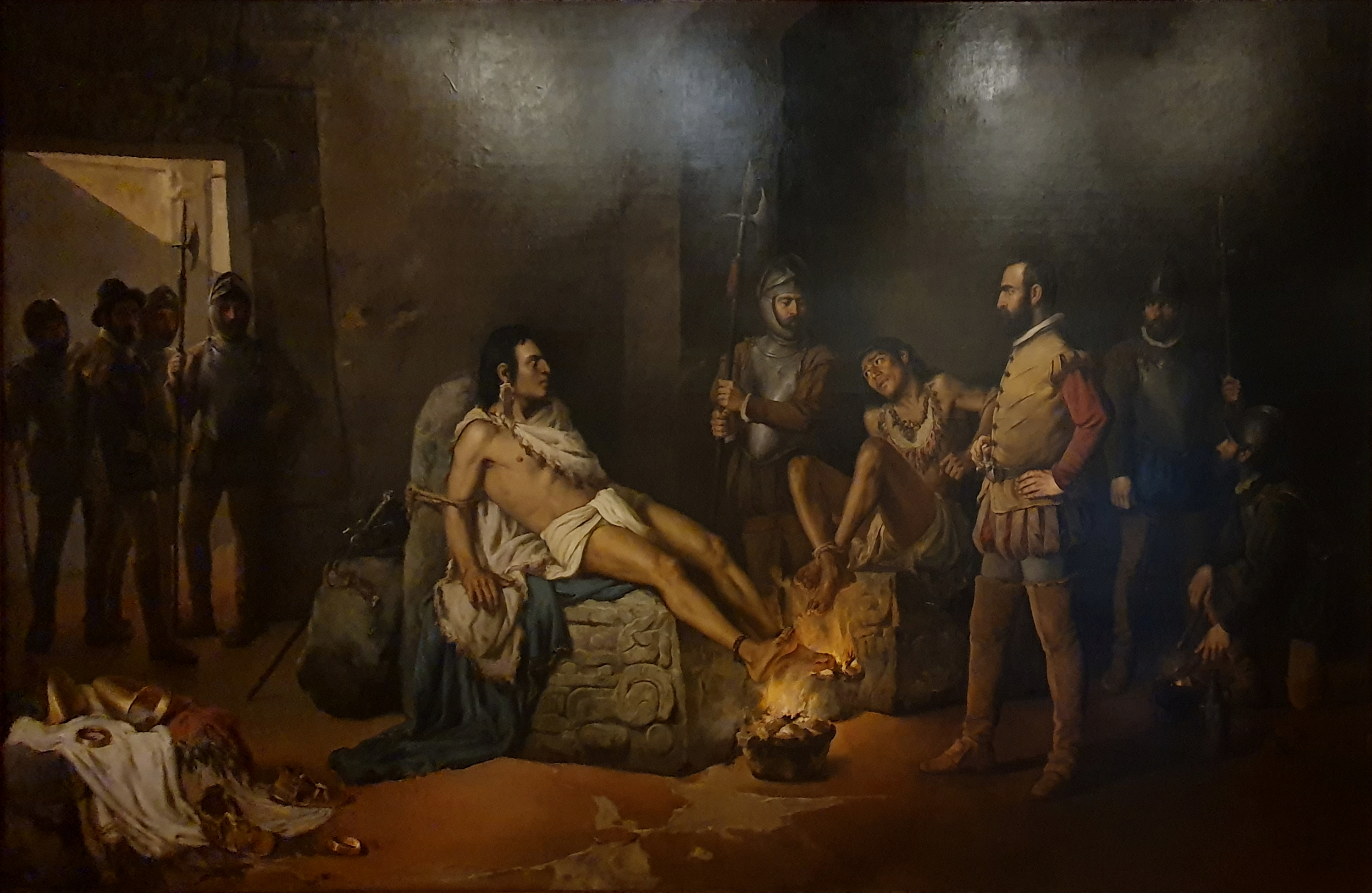
Пытка Куаутемока. Картина Леандро Исагирре, XIX век

Куаутемок был прощён и вернулся к положению уважаемого дворянина на испанской службе. Он упорно отказывался креститься, по словам Когольюдо, принял Веру Христову только в день казни. Перес Мартинес указывает, что крестильное имя его было Эрнан де Альварадо Куаутемок (другие источники об этом умалчивают), и следовательно, его крёстными были сам Кортес и Педро де Альварадо.

В 1524 году Кортес начал боевые действия против Кристобаля де Олида в Гондурасе. Армия его в основном состояла из ацтеков, поэтому при ставке Кортеса находился и Куаутемок, обеспечивая лояльность новых испанских подданных. Через год экспедиции, Кортес обвинил Куаутемока в заговоре и приговорил к повешению вместе с несколькими соратниками. Бернардино де Саагун со слов индейцев и Берналь Диас рассказывают эту историю совершенно по-разному. Последний изображает казни как несправедливые и безосновательные («считали её злом все, кто участвовал в походе»), даже утверждает, что впоследствии Кортес страдал бессонницей из-за угрызений совести. Он также приводит слова Куаутемока, сказанные через переводчицу Малинче и упрекающие Малинзина [т. е. Кортеса] в бесчестной расправе:
Давно я понял, что эта смерть мне предрешена, и знаю, что речи твои фальшивы, так как ты меня убиваешь несправедливо! Бог тебе судья, поскольку не мной нарушено обещание, когда я сдавался тебе в моем городе Мешико!
В 1971 году в ходе археологических раскопок в Искатеопане (где по сведениям из испанских хроник был похоронен вождь) была найдена могила с останками мужчины и табличкой XVI века с полустёршейся надписью «Куатемок». Поскольку антропологические измерения скелета соответствуют записям о внешности Куатемока из испанских хроник, большинство учёных Мексики считают, что оказалась найдена могила исторического деятеля XVI века.

## Память, отражение в культуре и искусстве
После обретения Мексикой независимости, Куаутемок стал главным знаменем мексиканского национализма и символическим «дедом мексиканской нации» (по выражению Рамона Лопеса Веларде). В его честь названы несколько населённых пунктов Мексики, а также футбольный стадион в Пуэбле и учебное парусное судно ВМС Мексики. Личное имя Куаутемок стало одним из немногих антропонимов местного происхождения, получивших широкое хождение после испанского завоевания — его получили, в частности, политик Куаутемок Карденас и футболист и политик Куаутемок Бланко.

### Кинематограф
- 1917 — немой фильм «Женщина, которую забыл Бог»

### Компьютерные игры
- 2000 — Age of Empires II: The Conquerors — от лица Куаутемока идёт повествование в кампании Монтесумы.
- 2006 — Age of Empires III: The WarChiefs — выступает как предводитель ацтеков (когда их нация контролируется ИИ, а не игроком), жестокий, но справедливый. Часто говорит о себе в третьем лице.
- 2007 — Medieval II: Total War: Kingdoms — Куаутемок присутствует в Американской кампании в качестве ацтекского полководца.